# Tema (flexió)
|  | Per a altres significats, vegeu «tema». |

El tema és, en les llengües que es declinen, la part de la paraula que roman invariable al llarg de tota la declinació. Amb l'evolució de la llengua, però, poden ocórrer algunes transformacions fonològiques que introdueixen variacions en el "tema". L'última vocal o consonant del "tema" és la que determina el paradigma de flexió d'un substantiu o verb.
En llatí els paradigmes de flexió nominals i verbals es determinen segons la vocal o consonant comú al lema:
- Flexió nominal  (declinació)

1. Primera declinació: temes en -a .
2. Segona declinació: temes en -o .
3. Tercera declinació: temes en -i  i en consonant.
4. Quarta declinació: temes en -o .
5. Cinquena declinació: temes en -i .

- Flexió verbal  (conjugació)

1. Primera conjugació: temes en -ā .
2. Segona conjugació: temes en -ē .
3. Tercera conjugació: temes en consonant.
4. Quarta conjugació: temes en -ī .